# James Hamilton (1er comte d'Abercorn)
Pour les articles homonymes, voir James Hamilton et Hamilton.
James Hamilton, 1er comte d'Abercorn (1575-1618) est un diplomate écossais pour Jacques VI et Ier et un initiateur de la plantation d'Ulster, en Irlande.

## Origines
Jacques est né le 12 août 1575 probablement à Paisley, en Écosse, le fils aîné de Claud Hamilton et de sa femme Margaret Seton. Son père est le premier Lord Paisley. Son grand-père paternel est James Hamilton (2e comte d'Arran en Écosse) et duc de Châtellerault en France. La famille de son père descend de Walter FitzGilbert, le fondateur de la Maison de Hamilton qui a reçu la baronnie de Cadzow de Robert Bruce. La mère de James est une fille de George Seton, 7e Lord Seton. Les deux parents sont écossais. Ils se sont mariés en 1574.
On ne sait rien de sa jeunesse. En tant que fils aîné, il reçoit le titre de courtoisie de Master of Paisley.

## Mariage et enfants
Peu de temps avant ou en 1592, il épouse Marion, fille de Thomas Boyd, 6e Lord Boyd. Marion est une éminente catholique et est excommuniée en 1628 par le synode de l'Église d'Écosse à Glasgow après sa mort.
James et Marion ont neuf enfants, cinq garçons :
1. James Hamilton (2e comte d'Abercorn) (c. 1603 - c. 1670), devient 2e comte d'Abercorn [9]
2. Claude (mort en 1638), s'établit en Irlande [10]
3. William (mort en 1681), est créé baronnet Hamilton de Westport et représente Henriette-Marie de France, la veuve de Charles Ier, auprès du pape[11] [12] [13]
4. George (c. 1608 - 1679), est créé baronnet Hamilton de Donalong[14]
5. Alexandre (mort avant le 4 mai 1669), fonde la branche allemande de la famille[15]

— et quatre filles :
1. Anne (1592-1620), épouse Hugh Sempill, 5e Lord Sempill en 1611[16]
2. Margaret (morte en 1642), épouse William Cunninghame de Caprington[17]
3. Isobel (1600-1620)[18]
4. Lucy (née avant 1618), pour qui un mariage est arrangé avec Randal MacDonnell (1er marquis d'Antrim), mais le mariage n'a jamais lieu[19]

## Vie en Ecosse
En 1597, il siège pour Linlithgow au Parlement d'Écosse. Il est également nommé gentilhomme de la chambre à coucher et membre du Conseil privé de Jacques VI d'Écosse. En 1600, le roi le crée shérif héréditaire de Linlithgow.
Le 24 mars 1603, Jacques VI devient également roi d'Angleterre sous le nom de Jacques Ier et à partir de là règne sur les deux royaumes en union personnelle.
Le 5 avril 1603, il est créé Lord Abercorn, de Linlithgowshire . Cela fait de lui le premier de la longue lignée des comtes, puis des marquis et enfin des ducs d'Abercorn.
Sa femme est une amie proche d'Anne de Danemark. En mai 1603, Anne de Danemark vient au château de Stirling dans l'espoir de récupérer son fils, le prince Henri, qui est sous la garde du comte de Mar. Anne s'est évanouie au dîner et lorsque Jean Drummond et Marion Boyd, maîtresse de Paisley, l'ont portée au lit, elle fait une fausse couche. L'avocat Thomas Haddington écrit un compte rendu de ces événements et déclare que la reine a dit à son médecin Martin Schöner et à la maîtresse de Paisley qu'elle a pris « de l'eau de baume qui a précipité son avortement » .
En 1604, il siège à une commission royale établie pour examiner l'union des couronnes d'Angleterre et d'Écosse. Bien que le projet ait échoué, le roi est content de ses services. Il reçoit d'importantes concessions de terres en Écosse.
Le 10 juillet 1606, il est créé comte d'Abercorn baron Paisley, baron Hamilton, baron Mountcastell et baron Kilpatrick .

## Plantation d'Ulster
Lord Abercorn et ses frères Claud et George sont les promoteurs de la Plantation d'Ulster. Il ne figure pas sur la liste de 1609, mais sur la liste de 1611 on lui accorde la grande proportion de Donalong (2000 arpents) et la petite proportion de Strabane (1000 arpents). Il acquiert plus tard la proportion moyenne (de taille moyenne) de Shean de Boyd. On lui donne des morceaux de terre appelés Strabane, Donnalonge et Shean dans le comté de Tyrone qui ont été confisqués au clan O'Neill. Il construit un château à Strabane. Son frère Claude, appelé « de Shawfield », reçoit des terres dans le comté de Cavan. Son frère George, dit « de Greenlaw et Rosscrea », fonde le village de Ballymagorry, à 4,9 kilomètres (3,0447188408 mi) au nord de Strabane, où se trouve la ville de Greenlaw, et construisent le château ou le manoir de Derrywoone, situé sur le domaine actuel de Baronscourt.
Le 11 mars 1613/4, il est convoqué au Parlement d'Irlande et obtient le rang de comte en Irlande (confirmé par mandat royal le 31 mars), bien qu'il n'ait jamais été créé pair dans ce royaume. Il est nommé au Conseil de Munster le 20 mai 1615 .

## Décès et succession
Lord Abercorn est décédé le 23 mars 1618, à Monkton, Ayrshire, Écosse, avant son père et inhumé le 29 avril 1618 dans l'église de l'Abbaye de Paisley.
Il est décédé trois ans avant son père et n'est donc jamais devenu Lord Paisley. Son fils aîné, James, âgé de 14 ans, lui succède en tant que 2e comte d'Abercorn. Sa veuve est décédée à Édimbourg en 1632 . Son frère, George Hamilton de Greenlaw et Roscrea, aide à élever les enfants et à les convertir à la religion catholique.

### Sources
- Calendar of the State Papers Relating to Scotland and Mary, Queen of Scots 1547–1603, vol. 5, Edinburgh, Her Majesty's General Register House, 1907 (OCLC 1137227125, lire en ligne) – 1574 to 1581
- Bernard Burke, A Genealogical and Heraldic Dictionary of the Peerage and Baronetage of the British Empire, London, Harrison, 1869 (OCLC 1045624502, lire en ligne)
- Bernard Burke et Ashworth P. Burke, A Genealogical and Heraldic History of the Peerage and Baronetage, the Privy Council, Knightage and Companionage, London, Harrison, 1909 (OCLC 28297274, lire en ligne)
- George Edward Cokayne, The complete peerage of England, Scotland, Ireland, Great Britain and the United Kingdom, extant, extinct, or dormant, vol. 1, London, St Catherine Press, 1910 (OCLC 228661424, lire en ligne) – Ab-Adam to Basing
- E. B. Greenway (dir.), Handbook of British Chronology, London, 3, coll. « Royal Historical Society Guides and Handbooks » (no 2), 1986 (ISBN 0-86193-106-8, lire en ligne)
- John Lodge, The Peerage of Ireland or, A Genealogical History of the Present Nobility of that Kingdom, vol. 5, Dublin, James Moore, 1789 (OCLC 264906028, lire en ligne) – Vicomtes
- Register of the Privy Council of Scotland, vol. 9, Edinburgh, H. M. General Register House, 1889 (lire en ligne) – de 1610 à 1613
- Thomas MacNevin, The Confiscation of Ulster, Dublin, James Duffy, 1846 (OCLC 1042430849, lire en ligne)
- William Musham Metcalfe, A History of Paisley, Paisley, Alexander Gardner, 1909 (OCLC 1046586600, lire en ligne)
- Sir James Balfour Paul, The Scots Peerage, Founded on Wood's Edition of Sir Robert Douglas's Peerage of Scotland, vol. 1, Edinburgh, David Douglas, 1904 (OCLC 505064285, lire en ligne) – Abercorn to Balmerino (for Abercorn)
- Sir James Balfour Paul, The Scots Peerage, Founded on Wood's Edition of Sir Robert Douglas's Peerage of Scotland, vol. 4, Edinburgh, David Douglas, 1907 (OCLC 505064285, lire en ligne) – Fife to Hyndford (for Walter FitzGilbert)
- Sir James Balfour Paul, The Scots Peerage, Founded on Wood's Edition of Sir Robert Douglas's Peerage of Scotland, vol. 7, Edinburgh, David Douglas, 1910 (OCLC 505064285, lire en ligne) – Panmure to Sinclair (for Sempill)